# Алисън Ван Ойтванк
Алисън Ван Ейтванк (родена на 26 март 1994 г. във Вилворде) е белгийска професионална тенисистка.
Ван Ейтванк има титла от сериите 125 на WTA; също така е спечелила общо 10 трофея от веригата на ITF в кариерата си – 9 на сингъл и 1 на двойки. На 22 юни 2015 г. тя се изкачва до номер 45 на сингъл в световната ранглиста за жени, а на 13 юли 2015 г. е №122 на двойки.
На Бръсълс Оупън 2012 Ван Ейтванк стига до първия си четвъртфинал в турнир от WTA тур, след като побеждава Ксения Первак и Шанел Схеперс, но е спряна от евентуалната шампионка Агнешка Радванска. През 2013 г. Алисън печели първата си по-голяма титла, триумфирайки на турнира с награден фонд $125 000 в Тайпе; във финалната среща тя надиграва сънародничката си Янина Викмайер с 6 – 4, 6 – 2. Ван Ейтванк е полуфиналистка в Хонгконг Тенис Оупън 2014, но губи от Каролина Плишкова с 1 – 6, 6 – 4, 4 – 6. През 2015 г. Алисън е четвъртфиналистка на Ролан Гарос. През същата година стига и до финал на двойки в Антверпен, а нейна партньорка е сънародничката ѝ Ан-Софи Местах.

## Личен живот
Родена е в семейството на Рене Ван Ейтванк и Криста Ламерс; има двама братя, Шон и Брет. Започва да играе тенис на 5-годишна възраст. Играта ѝ е базирана на основната линия, като любимият ѝ удар е сервисът; предпочита да играе на трева.
Владее холандски, английски, френски и малко немски. Любимият ѝ град е Прага. Почитателка е на Ким Клайстерс.
Ван Ейтванк се разкрива като лесбийка през март 2018 г.

## Финали на турнири отWTA Тур

### Двойки: 1 (0 – 1)
| Легенда                              |
| ------------------------------------ |
| Турнири от Големия шлем (0 – 0)      |
| Шампионат на WTA Тур (0 – 0)         |
| Задължителни Висши & Висши 5 (0 – 0) |
| Висши (0 – 1)                        |
| Международни (0 – 0)                 |

| Финали по настилка |
| ------------------ |
| Твърда (0 – 1)     |
| Трева (0 – 0)      |
| Клей (0 – 0)       |
| Мокет (0 – 0)      |

| Изход      | No. | Дата       | Турнир                                    | Настилка | Партньор       | Опоненти                                   | Резултат               |
| ---------- | --- | ---------- | ----------------------------------------- | -------- | -------------- | ------------------------------------------ | ---------------------- |
| Финалистки | 1.  | 15/02/2015 | Проксимъс Даймънд Геймс Антверпен, Белгия | Твърда   | Ан-Софи Местах | Анабел Медина Гаригес Аранча Пара Сантонха | 4 – 6, 6 – 3, [5 – 10] |

## Финали на турнири от сериите 125 наWTA Тур

### Сингъл: 1 (1 – 0)
| Изход     | No. | Дата       | Турнир         | Настилка | Опонентка      | Резултат     |
| --------- | --- | ---------- | -------------- | -------- | -------------- | ------------ |
| Шампионка | 1.  | 10/11/2013 | Тайпей, Тайван | Твърда   | Янина Викмайер | 6 – 4, 6 – 2 |

### Двойки: 1 (0 – 1)
| Изход      | No. | Дата       | Турнир         | Настилка | Партньорка        | Опонентки                       | Резултат     |
| ---------- | --- | ---------- | -------------- | -------- | ----------------- | ------------------------------- | ------------ |
| Финалистки | 1.  | 10/11/2013 | Тайпей, Тайван | Твърда   | Анна-Лена Фридсам | Каролин Гарсия Ярослава Шведова | 3 – 6, 3 – 6 |

## ITF Финали: 28 (14 – 14)

### Сингъл: 14 (9 – 5)
| Легенда          |
| ---------------- |
| $100 000 турнири |
| $75 000 турнири  |
| $50 000 турнири  |
| $25 000 турнири  |
| $15 000 турнири  |
| $10 000 турнири  |

| Финали по настилка |
| ------------------ |
| Твърда (7 – 4)     |
| Клей (2 – 1)       |
| Трева (0 – 0)      |
| Мокет (0 – 0)      |

| Изход      | No. | Дата       | Турнир                     | Настилка   | Опонент              | Резултат                   |
| ---------- | --- | ---------- | -------------------------- | ---------- | -------------------- | -------------------------- |
| Шампионка  | 1.  | 13/02/2011 | Вале до Лобо, Португалия   | Твърда     | Елица Костова        | 6 – 3, 4 – 6, 6 – 2        |
| Шампионка  | 2.  | 13/03/2011 | Дижон, Франция             | Твърда     | Клер Фойерщайн       | 6 – 2, 6 – 3               |
| Финалистка | 1.  | 23/04/2011 | Тесендерло, Белгия         | Клей (з)   | Анна-Лена Грьонефелд | 3 – 6, 5 – 7               |
| Шампионка  | 3.  | 08/05/2011 | Единбург, Великобритания   | Клей       | Юстина Егьолка       | 6 – 7(5 – 7), 6 – 4, 6 – 2 |
| Шампионка  | 4.  | 06/11/2011 | Съндърланд, Великобритания | Твърда (з) | Тара Мур             | 6 – 4, 6 – 1               |
| Шампионка  | 5.  | 15/01/2012 | Глазгоу, Великобритания    | Твърда (з) | Франческа Стефенсон  | 6 – 3, 6 – 1               |
| Финалистка | 2.  | 29/01/2012 | Карст, Германия            | Твърда (з) | Дина Пфиценмайер     | 4 – 6, 4 – 6               |
| Финалистка | 3.  | 21/10/2012 | Глазгоу, Великобритания    | Твърда (з) | Саманта Мъри         | 3 – 6, 6 – 2, 3 – 6        |
| Шампионка  | 6.  | 11/11/2012 | Екердревил, Франция        | Твърда (з) | Жули Коен            | 6 – 1, 3 – 6, 6 – 3        |
| Шампионка  | 7.  | 27/01/2013 | Андрезе-Бутеон, Франция    | Твърда (з) | Ана Върлич           | 6 – 1, 6 – 4               |
| Финалистка | 4.  | 24/03/2013 | Съндърланд, Великобритания | Твърда (з) | Анна-Лена Фридсам    | 2 – 6, 6 – 7(4 – 7)        |
| Шампионка  | 8.  | 28/04/2013 | Киасо, Швейцария           | Клей       | Катажина Кава        | 7 – 6(7 – 2), 6 – 3        |
| Шампионка  | 9.  | 21/09/2013 | Шрусбъри, Великобритания   | Твърда (з) | Марта Сироткина      | 7 – 5, 6 – 1               |
| Финалистка | 5.  | 28/09/2013 | Лъфбъроу, Великобритания   | Твърда (з) | Анна-Лена Фридсам    | 3 – 6, 0 – 6               |

(з) = В зала

### Двойки: 3 (1 – 2)
| Легенда          |
| ---------------- |
| $100 000 турнири |
| $75 000 турнири  |
| $50 000 турнири  |
| $25 000 турнири  |
| $15 000 турнири  |
| $10 000 турнири  |

| Финали по настилка |
| ------------------ |
| Твърда (1 – 2)     |
| Клей (0 – 0)       |
| Трева (0 – 0)      |
| Мокет (0 – 0)      |

| Изход      | No. | Дата       | Турнир                | Настилка   | Партньорка        | Опонентки                            | Резултат               |
| ---------- | --- | ---------- | --------------------- | ---------- | ----------------- | ------------------------------------ | ---------------------- |
| Финалистки | 1.  | 21/08/2010 | Вестенде, Белгия      | Твърда     | Ирина Хромачева   | Кверина Лемойне Деми Схюрс           | 6 – 3, 4 – 6, [4 – 10] |
| Финалистки | 2.  | 11/03/2012 | Дижон, Франция        | Твърда (з) | Яна Сизикова      | Диана Марцинкевич Деспина Папамихаил | 5 – 7, 6 – 7(7 – 9)    |
| Шампионки  | 1.  | 30/03/2013 | Круаси-Бобур, Франция | Твърда (з) | Анна-Лена Фридсам | Стефани Форец Гакон Ева Хрдинова     | 6 – 3, 6 – 4           |

(з) = В зала